# Riera de l'Hospital
La Riera de l'Hospital és un afluent per la dreta de la Riera de Navel que neix a l'enclavament de Comesposades (Montmajor) i desguassa a la Riera de Navel a llevant del nucli de Navel.
El topònim és degut al fet que a poc més de quilòmetre i mig al sud-oest del nucli de Montmajor, la riera passa per una antiga quadra anomenada l'Hospital o les Cases d'Hospital centrada per l'Hostal del Bisbe, antic hospital l'església del qual, avui enrunada, és coneguda amb el nom de Sant Salvador de Montmajor.

## Termes municipals que travessa
Des del seu naixement, la Riera de Navel passa successivament pels següents termes municipals.
|                                                                                                   | Longitud (en m.) | % del recorregut |
| ------------------------------------------------------------------------------------------------- | ---------------- | ---------------- |
| Per l'interior del municipi de Montmajor (enclavament de Comesposades)                            | 489              | 2,55%            |
| Per l'interior del municipi de l'Espunyola                                                        | 781              | 4,08%            |
| Fent de frontera entre els municipis de l'Espunyola (al nord) i Montmajor (al sud)                | 798              | 4,16%            |
| Per l'interior del municipi de l'Espunyola                                                        | 4.315            | 22,52%           |
| Per l'interior del municipi de Montmajor                                                          | 2.477            | 12,93%           |
| Fent de frontera entre els municipis de Navès (a ponent) i Montmajor (a llevant)                  | 3.754            | 19,59%           |
| Un altre cop per l'interior del municipi de Montmajor                                             | 6.232            | 32,53%           |
| Fent de frontera entre els municipis de Montmajor (al nord-est) i Viver i Serrateix (al sud-oest) | 314              | 1,64%            |

## Xarxa hidrogràfica
La xarxa hidrogràfica de la Riera de l'Hospital està constituïda per 130 cursos fluvials que sumen una longitud total de 112,12 km.

### Distribució municipal
El conjunt de la xarxa hidrogràfica de la Riera de l'Hospital transcorre pels següents termes municipals: